# Lysandra rufolunulata
Lysandra rufolunulata är en fjärilsart som beskrevs av Tutt 1909. Lysandra rufolunulata ingår i släktet Lysandra och familjen juvelvingar. Inga underarter finns listade i Catalogue of Life.